# رادومیر آنتیچ
رادومیر آنتیچ (صربی: Radomir Antić؛ زادهٔ ۲۲ نوامبر ۱۹۴۸ – درگذشته ۶ آوریل ۲۰۲۰) بازیکن فوتبال و سرمربی اهل صربستان بود.

## باشگاهی
از باشگاه‌هایی که در آن بازی کرده‌است می‌توان به لوتون تاون، رئال ساراگوسا، پارتیزان، فنرباغچه و تیم ملی فوتبال یوگسلاوی اشاره کرد.

## تیم ملی
وی همچنین در تیم ملی فوتبال صربستان بازی کرده‌است.